# Martin Macháček
Martin Macháček (* 1985, Zlín) je český dramatik, divadelní publicista, dramaturg a videoartista.

## Život a vzdělání
Vystudoval Teorii a dějiny divadla na Filozofické fakultě Masarykovy univerzity v Brně. V dětství navštěvoval literárně-dramatický obor při Základní umělecké škole ve Zlíně. První autorské pokusy realizoval formou scénických čtení na půdě Hvězdárny Zlín.

## Profesní působení
Od ledna 2025 pracuje jako dramaturg v Městského divadla v Mostě. Od roku 2008 do roku 2024 působil jako divadelní publicista a kritik. Spolupracoval s platformou RozRazil online, mezi lety 2013 až 2017 připravoval obsah pro rubriku Tyjátr Českého rozhlasu Wave. Přispíval do Divadelních novin, Taneční zóny, A2 a festivalových zpravodajů. Působil také jako jejich příležitostný vedoucí (OST-RA-VAR, Divadelní svět Brno, Setkání/Encounter Brno). Byl členem dramaturgické rady České taneční platformy, zasedá v činoherní porotě Ceny Thálie, dále v dramaturgické radě festivalu Regiony v Hradci Králové a od roku 2022 moderuje diskuse s tvůrci na festivalu KULT v Ústí nad Labem. Diváci jej mohli také potkat jako moderátora diskusí na festivalu Palm Off Fest.
S kolegy z oboru spoluzaložil kolektiv PuMoWo a jeho performativní odnož MeNe KeKeL, která se řídila heslem „Divadlo, které nic nedělá, nic nepokazí.“
V letech 2016–2024 připravoval video a obrazové podklady pro veřejnoprávní kanál ČT24. Pod pseudonymem Tuppi Uder vystupoval jako videoartista formace Akne auf der Stirn a připravoval projekce například pro skupiny Narcotic Fields a Oceán.

## Tvorba
V roce 2018 byla ve Staré Aréně Ostrava uvedena Macháčkova noirová detektivní hra Storáče. Podle recenze v Ostravan.cz jde o „parodii na detektivky s hutným stylem černé grotesky“, ve které minimalistická scéna, scénické čtení a expresivní herectví vytvářejí výraznou atmosféru.
V roce 2020 byla na Divadelním festivalu Kutná Hora formou scénického čtení uvedena hra Miriam Šedá, jež se poté umístila na 5.–9. místě v kategorii Nově uvedená hra v rámci ankety Ceny divadelní kritiky. Recenze v Divadelních novinách ji charakterizuje jako „mystifikační konverzační komedii“, která tematizuje archetypální vztah mezi profesorem a studentkou a ironicky komentuje akademické prostředí.
Publicista Vojtěch Varyš popsal Macháčkovu ranou tvorbu jako „zvláštní směs exhibice a pokory“ s generačními úzkostmi reflektovanými v jeho zlínských scénických čteních.

## Charakteristika stylu
Macháčkův dramatický styl se vyznačuje ironickým a expresivním jazykem s rytmizovanou prózou, v níž se mísí sofistikovaná lyrika s vulgaritou v těsné blízkosti. Typické jsou kaskády vnitřních monologů přerušované absurdními vstupy, filozofická ironie zakotvená v tělesnosti a důsledné vědomí fikce. Jeho tvorba nese znaky metadivadla, kde postavy často komentují samy sebe, děj a strukturu textu, a kde se satira, groteska a intelektuální dekadence prolínají s hlubokým existenciálním podtextem.[zdroj⁠?!]
Postavy v jeho hrách mluví spíše „skrz sebe“ než „s někým“ a stávají se nositeli postojů, které si vzájemně rozbíjejí. Využívá polyfonii a střihovost, intertextuální humor a divadelní sebereflexi, čímž vytváří jazykový a dramatický svět, v němž se bolest směje sama sobě, a diváci s ní.[zdroj⁠?!]

### Obrázky, zvuky či videa k tématuMartin Macháčekna Wikimedia Commons
- Profil Martina Macháčka na webu Městského divadla v Mostě
- Archiv příspěvků na Rozhlasu Wave
- Divadelní noviny